# Sacquenay
Sacquenay är en kommun i departementet Côte-d'Or i regionen Bourgogne-Franche-Comté i östra Frankrike. Kommunen ligger i kantonen Selongey som tillhör arrondissementet Dijon. År 2022 hade Sacquenay 287 invånare.

## Befolkningsutveckling
Antalet invånare i kommunen Sacquenay
Referens:INSEE